# Seznam dílů seriálu Stranger Things
Toto je seznam dílů seriálu Stranger Things. Americký hororový televizní seriál Stranger Things byl zveřejněn na Netflixu.

## Přehled řad
| Řada | Díly | Premiéra na Netflixu                                                                 |
| ---- | ---- | ------------------------------------------------------------------------------------ |
| 1    | 8    | 15. července 2016                                                                    |
| 2    | 9    | 27. října 2017                                                                       |
| 3    | 8    | 4. července 2019                                                                     |
| 4    | 9    | 27. května 2022 (1. část) 1. července 2022 (2. část)                                 |
| 5    | 8    | 26. listopadu 2025 (1. část) 25. prosince 2025 (2. část) 31. prosince 2025 (3. část) |

## Seznam dílů

### První řada (2016)
| Č. v seriálu | Č. v řadě | Původní název                            | Český název                           | Režie            | Scénář                                        | Premiéra na Netflixu |
| ------------ | --------- | ---------------------------------------- | ------------------------------------- | ---------------- | --------------------------------------------- | -------------------- |
| 1            | 1         | Chapter One: The Vanishing of Will Byers | Kapitola první: Zmizení Willa Byerse  | bratři Dufferovi | bratři Dufferovi                              | 15. července 2016    |
| 2            | 2         | Chapter Two: The Weirdo on Maple Street  | Kapitola druhá: Pošuk na Maple Street | bratři Dufferovi | bratři Dufferovi                              | 15. července 2016    |
| 3            | 3         | Chapter Three: Holly, Jolly              | Kapitola třetí: Šťastné a veselé      | Shawn Levy       | Jessica Mecklenburg                           | 15. července 2016    |
| 4            | 4         | Chapter Four: The Body                   | Kapitola čtvrtá: Tělo                 | Shawn Levy       | Justin Doble                                  | 15. července 2016    |
| 5            | 5         | Chapter Five: The Flea and the Acrobat   | Kapitola pátá: Blecha a akrobat       | bratři Dufferovi | Alison Tatlock                                | 15. července 2016    |
| 6            | 6         | Chapter Six: The Monster                 | Kapitola šestá: Příšera               | bratři Dufferovi | Jessie Nickson-Lopez                          | 15. července 2016    |
| 7            | 7         | Chapter Seven: The Bathtub               | Kapitola sedmá: Vana                  | bratři Dufferovi | Justin Doble                                  | 15. července 2016    |
| 8            | 8         | Chapter Eight: The Upside Down           | Kapitola osmá: Vzhůru nohama          | bratři Dufferovi | námět: Paul Dichtert scénář: bratři Dufferovi | 15. července 2016    |

### Druhá řada (2017)
| Č. v seriálu | Č. v řadě | Původní název                      | Český název                      | Režie            | Scénář               | Premiéra na Netflixu |
| ------------ | --------- | ---------------------------------- | -------------------------------- | ---------------- | -------------------- | -------------------- |
| 9            | 1         | Chapter One: MADMAX                | Kapitola první: Šílená Max       | bratři Dufferovi | bratři Dufferovi     | 27. října 2017       |
| 10           | 2         | Chapter Two: Trick or Treat, Freak | Kapitola druhá: Koledu, ty exote | bratři Dufferovi | bratři Dufferovi     | 27. října 2017       |
| 11           | 3         | Chapter Three: The Pollywog        | Kapitola třetí: Pulec            | Shawn Levy       | Justin Doble         | 27. října 2017       |
| 12           | 4         | Chapter Four: Will the Wise        | Kapitola čtvrtá: Mudrc Will      | Shawn Levy       | bratři Dufferovi     | 27. října 2017       |
| 13           | 5         | Chapter Five: Dig Dug              | Kapitola pátá: Dig Dug           | Andrew Stanton   | Jessie Nickson-Lopez | 27. října 2017       |
| 14           | 6         | Chapter Six: The Spy               | Kapitola šestá: Špion            | Andrew Stanton   | Kate Trefey          | 27. října 2017       |
| 15           | 7         | Chapter Seven: The Lost Sister     | Kapitola sedmá: Ztracená sestra  | Rebecca Thomas   | Justin Doble         | 27. října 2017       |
| 16           | 8         | Chapter Eight: The Mind Flayer     | Kapitola osmá: Ovladač mysli     | bratři Dufferovi | bratři Dufferovi     | 27. října 2017       |
| 17           | 9         | Chapter Nine: The Gate             | Kapitola devátá: Brána           | bratři Dufferovi | bratři Dufferovi     | 27. října 2017       |

### Třetí řada (2019)
| Č. v seriálu | Č. v řadě | Původní název                                    | Český název                             | Režie            | Scénář           | Premiéra na Netflixu |
| ------------ | --------- | ------------------------------------------------ | --------------------------------------- | ---------------- | ---------------- | -------------------- |
| 18           | 1         | Chapter One: Suzie, Do You Copy?                 | Kapitola první: Suzie, slyšíme se?      | bratři Dufferovi | bratři Dufferovi | 4. července 2019     |
| 19           | 2         | Chapter Two: The Mall Rats                       | Kapitola druhá: Krysy z obchoďáku       | bratři Dufferovi | bratři Dufferovi | 4. července 2019     |
| 20           | 3         | Chapter Three: The Case of the Missing Lifeguard | Kapitola třetí: Případ zmizelé plavčice | Shawn Levy       | William Bridges  | 4. července 2019     |
| 21           | 4         | Chapter Four: The Sauna Test                     | Kapitola čtvrtá: Test saunou            | Shawn Levy       | Kate Trefey      | 4. července 2019     |
| 22           | 5         | Chapter Five: The Flayed                         | Kapitola pátá: Armáda                   | Uta Briesewitz   | Paul Dichter     | 4. července 2019     |
| 23           | 6         | Chapter Six: E Pluribus Unum                     | Kapitola šestá: Z mnoha jeden           | Uta Briesewitz   | Curtis Gwinn     | 4. července 2019     |
| 24           | 7         | Chapter Seven: The Bite                          | Kapitola sedmá: Kousnutí                | bratři Dufferovi | bratři Dufferovi | 4. července 2019     |
| 25           | 8         | Chapter Eight: The Battle of Starcourt           | Kapitola osmá: Bitva u Starcourtu       | bratři Dufferovi | bratři Dufferovi | 4. července 2019     |

### Čtvrtá řada (2022)
| Č. v seriálu | Č. v řadě | Původní název                                | Český název                            | Režie            | Scénář                  | Premiéra na Netflixu |
| ------------ | --------- | -------------------------------------------- | -------------------------------------- | ---------------- | ----------------------- | -------------------- |
| 26           | 1         | Chapter One: The Hellfire Club               | Kapitola první: Klub Hellfire          | bratři Dufferovi | bratři Dufferovi        | 27. května 2022      |
| 27           | 2         | Chapter Two: Vecna's Curse                   | Kapitola druhá: Vecnova kletba         | bratři Dufferovi | bratři Dufferovi        | 27. května 2022      |
| 28           | 3         | Chapter Three: The Monster and the Superhero | Kapitola třetí: Monstrum a superhrdina | Shawn Levy       | Caitlin Schneiderhanová | 27. května 2022      |
| 29           | 4         | Chapter Four: Dear Billy                     | Kapitola čtvrtá: Drahý Billy           | Shawn Levy       | Paul Dichter            | 27. května 2022      |
| 30           | 5         | Chapter Five: The Nina Project               | Kapitola pátá: Projekt Nina            | Nimród Antal     | Kate Trefry             | 27. května 2022      |
| 31           | 6         | Chapter Six: The Dive                        | Kapitola šestá: Do hloubky             | Nimród Antal     | Curtis Gwinn            | 27. května 2022      |
| 32           | 7         | Chapter Seven: The Massacre at Hawkins Lab   | Kapitola sedmá: Masakr v laboratoři    | bratři Dufferovi | bratři Dufferovi        | 27. května 2022      |
| 33           | 8         | Chapter Eight: Papa                          | Kapitola osmá: Tatínek                 | bratři Dufferovi | bratři Dufferovi        | 1. července 2022     |
| 34           | 9         | Chapter Nine: The Piggyback                  | Kapitola devátá: Hon na Vecnu          | bratři Dufferovi | bratři Dufferovi        | 1. července 2022     |

### Pátá řada (2025)
| Č. v seriálu | Č. v řadě | Původní název                     | Český název                              | Režie            | Scénář               | Premiéra na Netflixu |
| ------------ | --------- | --------------------------------- | ---------------------------------------- | ---------------- | -------------------- | -------------------- |
| 35           | 1         | Chapter One: The Crawl            | Kapitola první: Plížením, plazením vpřed | bratři Dufferovi | bratři Dufferovi     | 26. listopadu 2025   |
| 36           | 2         | Chapter Two: The Vanishing of     | Kapitola druhá: Zmizení                  | bratři Dufferovi | bratři Dufferovi     | 26. listopadu 2025   |
| 37           | 3         | Chapter Three: The Turnbow Trap   | Kapitola třetí: Turnbowská past          | Frank Darabont   | Caitlin Schneiderhan | 26. listopadu 2025   |
| 38           | 4         | Chapter Four: Sorcerer            | Kapitola čtvrtá: Čaroděj                 | bude oznámeno    | Paul Dichter         | 26. listopadu 2025   |
| 39           | 5         | Chapter Five: Shock Jock          | Kapitola pátá: Léčba šokem               | Frank Darabont   | Curtis Gwinn         | 25. prosince 2025    |
| 40           | 6         | Chapter Six: Escape from Camazotz | Kapitola šestá: Útěk z Camazotzu         | bude oznámeno    | Kate Trefry          | 25. prosince 2025    |
| 41           | 7         | Chapter Seven: The Bridge         | Kapitola sedmá: Most                     | bude oznámeno    | bratři Dufferovi     | 25. prosince 2025    |
| 42           | 8         | Chapter Eight: The Rightside Up   | Kapitola osmá: Zpátky v realitě          | bratři Dufferovi | bratři Dufferovi     | 31. prosince 2025    |